# Erythrophyllum stenopyxis
Erythrophyllum stenopyxis är en bladmossart som först beskrevs av Jules Cardot, och fick sitt nu gällande namn av Hilpert 1933. Erythrophyllum stenopyxis ingår i släktet Erythrophyllum, klassen egentliga bladmossor, divisionen bladmossor och riket växter. Inga underarter finns listade i Catalogue of Life.